# Scolyphrus
Scolyphrus är ett släkte av skalbaggar. Scolyphrus ingår i familjen vivlar.
Kladogram enligt Catalogue of Life:
| Scolyphrus | \| \| Scolyphrus obesus \| \| \| \| \| \| Scolyphrus semipunctatus \| \| \| \| |
|            | \| \| Scolyphrus obesus \| \| \| \| \| \| Scolyphrus semipunctatus \| \| \| \| |
|            | Scolyphrus obesus                                                              |
|            |                                                                                |
|            | Scolyphrus semipunctatus                                                       |
|            |                                                                                |